# .ug
.ug este un domeniu de internet de nivel superior, pentru Uganda (ccTLD).